# Peter McKenzie
Peter McKenzie, född 10 augusti 1943, död 9 september 2023, var en nyzeeländsk skådespelare. Han var far till skådespelaren och musikern Bret McKenzie.
McKenzie spelade bland annat Elendil i Peter Jacksons filmatisering av J.R.R. Tolkiens Sagan om ringen.

## Filmografi (urval)
- 2001 – Sagan om ringen
- 1998 – The Legend of William Tell (TV-serie)